# Cecil McBee
Cecil McBee (Tulsa, 1935. május 19. –) Grammy-díjas amerikai dzsessz-zenész, nagybőgős.

## Pályafutása
Először klarinétozni tanult, de tizenhét évesen basszusgitárra váltott. (Tulsai éjszakai klubokban játszott. Zenetanárnak készült, és az Ohio Central State University-n tanult. Két évig vezetett egy katonai zenekart az amerikai hadseregben, Fort Knoxban.
1959-ben Dinah Washingtonnal lépett fel. Az 1960-as évek elején rövid életű triót alakított Rudolph Johnsonnal és Kirk Lightsey-vel. 1962-ben Detroitba ment; Ott készültek az első felvételek George Bohanonnal. Ezután 1963-ban tagja lett Paul Winter folk-dzsessz zenekarának, amellyel New Yorkba költözött. Ott olyan zenészekkel dolgozott, mint Denny Zeitlin, Andrew Hill, Sam Rivers, Dannie Richmond, Jackie McLean, Wayne Shorter és Keith Jarrett.
1966-ban Jarrett-tel játszott Charles Lloyd szaxofonos sikeres kvartettjében, de az első európai turné után otthagyta.
Felvételeket készített Mike Nock-kal, Pharoah Sanders-szel, Wynton Kelly-vel, Yusef Lateef-fel, Alice Coltrane-nel éd másokkal.
1974-ben jelent meg első albuma zenekarvezetőként, amit továbbiak követtek. 1996-ban megalapította saját kvintettjét.
Cecil McBee az 1990-es évek óta olyan zenészekkel is dolgozott, mint Wendell Harrison, Ed Sarath, John Hicks, Roy Haynes, Yosuke Yamashita, Elvin Jones, Larry Willis, Joanne Brackeen, David Liebman, Tony Lakatos, Steve Grossman, Joe Maneri, Uwe Kropinski, Sangoma Everett, Garrison Fewell, Ricky Ford, Raphe Malik, Craig Harris.
McBee a New England Konzervatóriumban tanított Bostonban.

## Lemezválogatás
- Mutima with George Adams, Billy Hart, Onaje Allan Gumbs, Tex Allen, Allen Braufman, Dee Dee Bridgewater, Thabo Michael Carvin, Jimmy Hopps, Lawrence Killian, Allen Nelson, Artie Webb, 1974
- Source with Chico Freeman, Steve McCall, Joe Gardner, Dennis Moorman, Famoudou Don Moye, 1977
- Alternate Spaces with Chico Freeman, Don Pullen, Famoudou Don Moye, Allen Nelson, Joe Gardner, 1977
- Flying out, 1982
- Heaven's Dance with The Leaders Trio McBee, Kirk Lightsey, Famoudou Don Moye, 1989
- Unspoken with James Zollar, David Berkman, Matt Wilson, 1997
- Blueprint Project, 2004, with Jared Sims, Tyson Rogers, Eric Hofbauer, Matt Wilson
- John Tchicai, Charlie Kohlhase, Garrison Fewell, Cecil McBee, Billy Hart: Tribal Ghost, 2014

## Fordítás
Ez a szócikk részben vagy egészben  a   Cecil McBee című német Wikipédia-szócikk ezen változatának fordításán alapul.  Az eredeti cikk szerkesztőit annak laptörténete sorolja fel. Ez a jelzés csupán a megfogalmazás eredetét és a szerzői jogokat jelzi, nem szolgál a cikkben szereplő információk forrásmegjelöléseként.